# Biendorf (Mecklemburgo)
Biendorf é um município da Alemanha, situado no distrito de Rostock, no estado de Mecklemburgo-Pomerânia Ocidental. Tem 40,86 km² de área, e sua população em 2019 foi estimada em 1.205 habitantes.